# Дринка Радовановић
Дринка Радовановић (Стрaгари код Крагујевца, 1943 — Београд, 2. јул 2022) била је српска скулпторка. Била је ђак Матије Вуковића.

## Стваралаштво
Била је члан Удружења ликовних уметника Србије (УЛУС) од 1979. године и Ладе од 1980. године. Излагала је на свим изложбама УЛУС-а, Ладе и Октобарског салона. Са Матијом Вуковићем 1984. године у Београду, а самостално у Неготину (1992); Тршићу (1992); Тополи, Опленцу (1992); Паризу (1998); Светом Стефану (2003).
Радови јој се налазе у музејима у Србији (Народни музеј, Историјски музеј, Етнографски музеј и Вукова задужбина) и у иностранству (Манастир Хиландар, Грчка; Беч, Цирих, Јена, Берлин, Јештете, Москва, САД). Аутор је рељефа, плакета, скулптура и споменика на отвореном простору:
- Требиње, БИХ (Јован Рашковић, попрсје; Влада Зечевић, попрсје; споменик Јована Дучића);
- Темишвар, Румунија (Милош Црњански, попорсје);
- Приједор, БИХ (Јован Рашковић, попрсје; др Ковачевић, попрсје);
- Цирих, Швајцарска (скулптура Пас);
- Минхен (скулптура Пас);
- Беч (скулптура Рис; скулптура Вук);
- Кливленд, САД (Вук Караџић, попрсје);
- Москва (Стаљин, попрсје; Никола Тесла, попрсје);
- Колумбија универзитет (Михајло Пупин, попрсје);
- Сент Гален (Никола Тесла, попрсје);
- Нијагарини водопади (Никола Тесла, фигура).

Део уметничке јавности оштро је критиковао радове Дринке Радовановић, посебно споменик Николи Тесли на београдском аеродрому, тврдњама да њена дела немају уметничку вредност, те да она послове израде споменика добија као „партијско-државни скулптор у сенци”. Дринка Радовановић је своје критичаре тим поводом назвала „члановима светске завере”.